# British Council

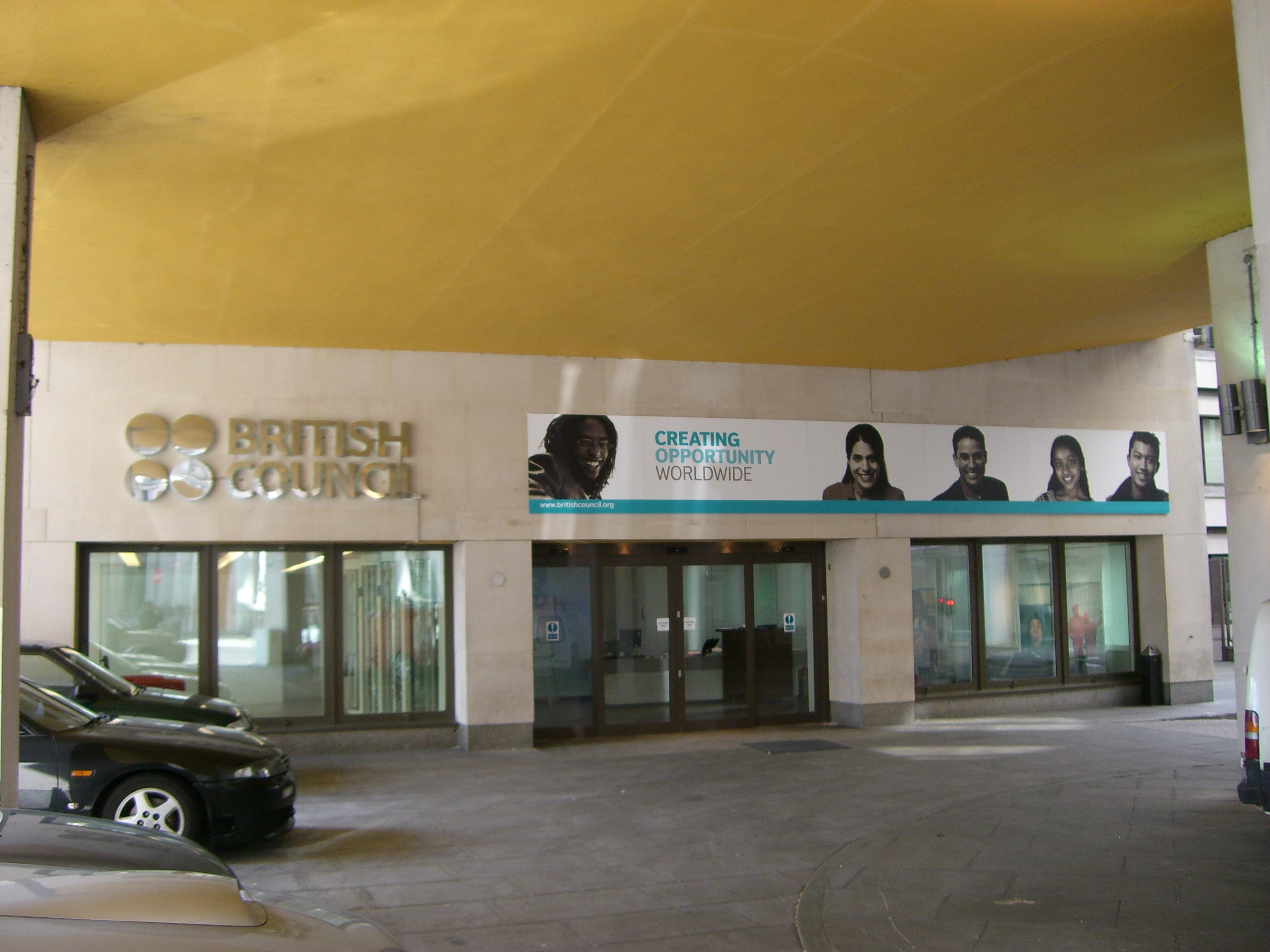
Sediul British Council de la Londra

British Council (Consiliul Britanic în limba română) este o instituție guvernamentală a Regatului Unit care reprezintă cultura britanică în toată lumea. Țelul instituției este promovarea culturii Regatului Unit în alte țări și colaborarea în domeniile culturii și învățământului. British Council, fondat în 1934, este reprezentat în 109 țări și teritorii, președintele consiliului fiind Neil Kinnock. 65% din bugetul consiliului este generat prin predarea și coordonarea lecțiilor de engleză în străinătate, iar restul este plătit de Oficiul pentru Afaceri Externe.
În anul 2006, British Council avea o rețea de 229 de noduri la nivel global.
Organizatia asigură, între altele, formarea în leadership civic, club de lectură pentru copii și seminarii de afaceri.
British Council are o filială în România, cu sediul la București și filiale la Iași, Brașov, Cluj-Napoca și Timișoara.
Instituția este responsabilă de promovarea culturii britanice, prin evenimente precum Festivalul Filmului Britanic, ținut în București, Timișoara, Cluj-Napoca și Iași.